# Edith Irby Jones
Pour les articles homonymes, voir Jones.
Edith Irby Jones (23 décembre 1927 - 15 juillet 2019) était un médecin américain qui fut la première Afro-Américaine à être acceptée comme étudiante non ségréguée à l'école de médecine de l'Université de l'Arkansas et la première étudiante noire à suivre des cours de mixité raciale dans le Sud américain. Elle fut la première Afro-Américaine à obtenir un diplôme d'une école de médecine du Sud, la première interne noire dans l'État de l'Arkansas, puis la première interne noire au Baylor College of Medicine.
Edith Jones est la première femme présidente de la National Medical Association et membre fondatrice de l'Association of Black Cardiologists. Elle est honorée par de nombreuses récompenses, dont l'intronisation au Hall of Fame de l'University of Arkansas College of Medicine et le premier groupe de femmes intronisées au Arkansas Women's Hall of Fame.

## Biographie
Edith Mae Irby naît le 23 décembre 1927, près de Conway dans le comté de Faulkner, en Arkansas, de Mattie (née Buice) et Robert Irby. Son enfance est difficile : à l'âge de huit ans, elle a perdu son père ; une sœur aînée meurt à 12 ans de la fièvre typhoïde ; et Irby elle-même a souffert de rhumatisme articulaire aigu dans son enfance. Ces événements lui ont inspiré le désir d'aider les personnes défavorisées et appauvries et l'ont poussée à faire carrière dans la médecine. Sa mère fait déménager la famille à Hot Springs, où Irby obtient son diplôme en 1944 à la Langston Secondary School (nommée d'après le leader John Mercer Langston).
Après avoir obtenu une bourse d'études au Knoxville College de Knoxville (Tennessee), elle étudie la chimie, la biologie et la physique. Irby pensait avoir un rôle important et une obligation envers la communauté noire. L'un de ses professeurs l'avait aidée à obtenir la bourse, des membres de la communauté afro-américaine locale ont collecté de la monnaie, et la presse noire mène une campagne dans l'Arkansas State Press pour collecter des fonds qu'ils lui ont remis pour ses frais de scolarité et de subsistance. Au cours de sa scolarité, elle a secrètement fait des voyages avec des équipes de la NAACP pour recruter des membres pour l'organisation. Elle obtient son BS du Knoxville College en 1948 et suit un cours de deuxième cycle à l'université Northwestern à Evanston, Illinois, pour se préparer à l'école de médecine.
La même année, elle est admise à l'école de médecine de l'Université de l'Arkansas, au sein d'une classe racialement mixte, et fait la une des journaux à travers les États-Unis, de New York à l'Oregon en passant par le Dakota du Nord et le Texas. Elle était la première Afro-Américaine à être acceptée dans une école du sud des États-Unis, et la nouvelle est rapportée en septembre 1948 dans The Crisis, dans le numéro du 31 janvier 1949 du magazine Life, dans l'édition de janvier 1949 d'Ebony, et dans d'autres publications nationales telles que Time et le Washington Post. Bien qu'admise à l'école, Jones a dû faire face à la discrimination raciale, notamment en étant obligée d'utiliser des installations séparées de celles des Blancs pour le logement et la restauration.
Au cours de sa deuxième année d'études, Irby épouse le Dr James B. Edith Jones, un professeur de l'école de médecine. Ils ont eu trois enfants ensemble. En 1952, Edith Jones reçoit son diplôme de docteur en médecine, le premier diplômé afro-américain de l'université d'Arkansas pour les sciences médicales. Elle est acceptée pour effectuer la première résidence d'un Afro-Américain dans un hôpital de l'Arkansas.

## Carrière
Après avoir obtenu son diplôme, Edith Jones retourne à Hot Springs et y a exercé la médecine pendant six ans. Lorsque les tensions liées aux Neuf de Little Rock ont polarisé l'Arkansas et que les journaux ont recommencé à parler d'elle, en 1959, elle déménage avec sa famille à Houston, au Texas. Elle est acceptée comme première femme noire à faire son internat dans les hôpitaux affiliés au Baylor College of Medicine. Comme le personnel de l'hôpital est ségrégationniste et que les listes de patients sont limitées au Texas, elle effectue ses trois derniers mois d'internat au Freedman's Hospital de Washington.
En 1962, elle fonde un cabinet privé dans le third ward, une partie du centre-ville de Houston, pour aider les personnes qui ne pouvaient pas accéder aux soins ailleurs. La même année, elle devient chef de la cardiologie à l'hôpital St. Elizabeth de Houston. Elle devient également chef adjoint de la médecine à l'hôpital général Riverside. En 1963, elle accepte un poste de professeure adjointe de clinique au Baylor College of Medicine. Poursuivant sa formation, Jones suit des cours de deuxième cycle au West Virginia College of Medicine en 1965 et au Cook County Graduate School of Medicine à Chicago en 1966.
En 1964, Edith Jones est élue deuxième vice-présidente de la National Medical Association (NMA). En 1975, elle devient la première femme à présider le Council on Scientific Assembly de la NMA ; dix ans plus tard, elle est élue première femme présidente de l'organisation. Jones a également supervisé des résidents au Health Science Center de l'université du Texas.

## Campagne électorale
Edith Jones est l'un des membres fondateurs du groupe qui a formé les Médecins pour les droits de l'homme. Elle est active dans les conseils d'administration de Planned Parenthood et du Houston Independent School District. En 1974, elle est l'un des membres fondateurs de l'Association des cardiologues noirs.
Edith Jones est une militante des droits civils, travaillant avec le Dr Martin Luther King Jr. dans le cadre du mouvement des droits civils. Elle était membre de ce que l'on appelait les Freedom Four, qui ont pris la parole dans tout le Sud, dans les foyers et les églises, pour encourager les gens à rejoindre le mouvement des droits civiques. Edith Jones était le seul médecin et la seule femme du groupe ; les autres étaient les avocats Floyd Davis, Bob Booker et Harold Flowers.

## Récompenses, honneurs et reconnaissance
En 1969, Edith Jones est honorée par le chapitre de Houston des femmes professionnelles Theta Sigma Phi en recevant le prix Matrix pour la médecine.
En 1986, la journée Edith Irby Jones est proclamée par la ville de Houston. En 1988, elle est nommée interniste de l'année par l'American Society of Internal Medicine. Elle est l'un des fondateurs de l'hôpital Mercy de Houston et l'un des 12 médecins propriétaires et promoteurs de l'hôpital Park Plaza.
Tout au long de sa carrière, Edith Jones reçoit de nombreux prix et distinctions pour son travail professionnel et bénévole, notamment des doctorats honorifiques du Missouri Valley College (1988), du Mary Holmes College (1989), du Lindenwood College (1991) et du Knoxville College (1992) Le Memorial Hospital Southeast a renommé son centre ambulatoire en son honneur (1998). Elle reçoit en 2001 le Oscar E. Edwards Memorial Award for Volunteerism and Community Service de l'American College of Physicians, et est intronisée au Hall of Fame de l'University of Arkansas College of Medicine (2004). Sheila Jackson Lee, membre du Congrès américain, l'a désignée comme une légende locale pour la National Library of Medicine. Elle fait partie de la classe inaugurale des personnes intronisées au Arkansas Women's Hall of Fame en 2015 et reçoit la même année un éloge de la Chambre des représentants du Texas pour les services qu'elle a rendus : La clinique Dr Edith Irby Jones à Vaudreuil, en Haïti, qu'elle a contribué à fonder en 1991, et la clinique d'urgence Dr Edith Irby Jones à Veracruz, au Mexique,.

## Décès
Edith Jones décède à l'âge de 91 ans le 15 juillet 2019 à Houston,. Sa dépouille est enterrée au cimetière de Greenwood à Hot Springs, dans le comté de Garland, en Arkansas.